# Back Home in Sulphur Springs
Albums de Norman Black et Nancy Black
The Morning Glory Ramblers (en)
(2004) Shacktown Road (en)
(2007)
Back Home in Sulphur Springs est un album des musiciens d'americana et folk Norman Blake et Nancy Blake, sorti en 2006. 
Son titre est différent de celui du premier album de Norman Blake, sorti en 1972. Rounder Records a incorrectement intitulé la réédition de Home in Sulphur Springs (en) du même nom que celui de cette sortie. L'album a été réédité par Plectrafone Records.

## Titres
Toutes les chansons sont traditionnelles, sauf indication contraire.
1. More Good Women Gone Wrong – 3:15
2. Columbus Stockade Blues – 3:24
3. He's Coming to Us Dead – 3:02
4. The Girl I Left in Sunny Tennessee – 3:35
5. We Parted by the Riverside – 3:56
6. Ella Ree – 3:37
7. Happy Little Home in Arkansas – 3:10
8. Back Home in Sulphur Springs (Norman Blake) – 3:24
9. The Mermaid – 5:25
10. Take Me Home Poor Julia – 4:36
11. Seaboard Airline Rag (Blake) – 2:51
12. The Star-Spangled Banner – 1:58
13. The Empress of Ireland (James Bryan) – 3:38
14. Katy Cline – 3:23
15. Don't Be Afraid of the NeoCons (Norman Blake), piste chachée - 4:23

## Musiciens
- Norman Blake : guitare, fiddle, mandoline, chant, dobro
- Nancy Blake : guitare, mandoline, violoncelle, chant.